# 元忻之
元 忻之（げん きんし、? - 534年頃）は、中国の北魏の皇族。

## 経歴
安康県伯の元均の長男として生まれた。定州平北府中兵参軍を初任とし、しばらくして尚書右中兵郎に転じた。528年、孝荘帝の擁立に功績があって、東阿侯の爵位を受けた。530年、孝荘帝が爾朱栄と元天穆を殺害しようと計画したとき、忻之は謀議に参加し、当日は侍立して、手ずから2人を斬った。孝荘帝が晋陽で殺害されると、忻之は爾朱氏による報復を恐れて、河北で起兵した高歓の庇護を求めた。後廃帝のとき、散騎常侍・大丞相右長史に任ぜられた。孝武帝が即位すると、父の安康県開国伯の爵位を嗣ぎ、撫軍将軍・北徐州刺史に任ぜられた。534年、樊子鵠が瑕丘でそむくと殺害された。使持節・都督定殷二州諸軍事・驃騎大将軍・司空公・定州刺史の位を追贈された。諡は文貞といった。

## 伝記資料
- 『魏書』巻十六 列伝第四
- 『北史』巻十六 列伝第四